# Незабудино (село)
Незабудино (укр. Незабудине) — село,
Святовасильевский сельский совет,
Солонянский район,
Днепропетровская область,
Украина.
Код КОАТУУ — 1225083513. Население по переписи 2001 года составляло 480 человек .

## Географическое положение
Село Незабудино находится на одном из истоков реки Любимовка,
на расстоянии в 1 км от села Хижино и в 2-х км от посёлка Незабудино.
По селу протекает пересыхающий ручей с запрудой.